# Омбли
Омбли (фр. Amblie) насеље је и општина у северној Француској у региону Доња Нормандија, у департману Калвадос која припада префектури Кан.
По подацима из 2011. године у општини је живело 267 становника, а густина насељености је износила 45,88 становника/km². Општина се простире на површини од 5,82 km². Налази се на средњој надморској висини од 25 метара (максималној 53 m, а минималној 2 m).

## Демографија
| 1962. | 1968. | 1975. | 1982. | 1990. | 1999. | 2011. |
| ----- | ----- | ----- | ----- | ----- | ----- | ----- |
| 216   | 267   | 266   | 276   | 258   | 292   | 267   |

График промене броја становника у току последњих година